# Atyriodes globulata
Atyriodes globulata är en fjärilsart som beskrevs av Louis Beethoven Prout 1984. Atyriodes globulata ingår i släktet Atyriodes och familjen mätare. Inga underarter finns listade i Catalogue of Life.